# Konrad Tomasiak
Konrad Tomasiak (né le 2 novembre 1991) est un coureur cycliste polonais. Il a notamment remporté le prologue du Dookoła Mazowsza en 2015. 

## Palmarès et résultats

### Palmarès par année
- 2009
  - Prologue des Tre Giorni Orobica
- 2013
  - 3e du championnat de Pologne sur route espoirs
- 2014
  - 2e du Grand Prix Midi Prim
  - 2e du Grand Prix de Carcassonne
  - 3e du Grand Prix de Bras
- 2015
  - Prologue du Dookoła Mazowsza

### Classements mondiaux
| Année           | 2011 | 2012 | 2013 | 2014 | 2015 |
| --------------- | ---- | ---- | ---- | ---- | ---- |
| UCI Europe Tour | 926e |      |      |      | 494e |